# Julián Amado Azaad
Julián Amado Azaad (* 26. Dezember 1990 in Cerrito) ist ein argentinischer Beachvolleyballspieler.

## Karriere
Azaad spielte 2012 bei den Brasília Open sein erstes Turnier der FIVB World Tour mit Martín Conde. Ab 2013 trat er mit Ian Mehamed an und erzielte in der kontinentalen Turnierserie regelmäßig Ergebnisse unter den besten Fünf. Bei den Grand Slams in Corrientes und Gstaad belegten Azaad/Mehamed den 17. und 25. Platz. Bei den Anapa Open kamen sie als Neunte erstmals in die Top Ten. Anschließend schieden sie bei den Grand Slams in Berlin und Moskau früh aus. 2014 gewannen sie in der kontinentalen Serie ein Turnier in Chile.
Danach bildete Azaad ein neues Duo mit Pablo Bianchi. Nach einem neunten Rang bei den Puerto Vallarta Open kamen Azaad/Bianchi bei den Anapa Open auf den 17. Platz. Danach spielten sie fünf Grand Slams, kam aber nicht über hintere Plätze hinaus. Erst am Jahresende bei den Paraná Open schafften sie es wieder in die Top Ten. 2015 spielte Azaad in der kontinentalen Serie mit Santiago Aulisi, wobei er nach einem Turniersieg in Venezuela zwei fünfte und einen zweiten Rang erreichte. Mit Bianchi blieben die Ergebnisse auf der World Tour 2015 beim Grand Slam in Moskau sowie den Majors in Poreč und Stavanger zweistellig. Bei der Weltmeisterschaft in den Niederlanden schieden Azaad/Bianchi als Gruppenletzte nach der Vorrunde aus. Nach einem 33. Platz beim Gstaad Major kam Azaad bei den Open-Turnieren in Rio de Janeiro und Puerto Vallarta mit Aulisi jeweils auf den 17. Platz. Anfang 2016 gewannen Azaad/Bianchi in der CSV-Serie das Turnier in Coquimbo und wurden in Ancón Zweite. Auf der World Tour spielten sie die Open-Turniere in Maceió und Vitória sowie den Grand Slam in Rio de Janeiro mit zweistelligen Ergebnissen. Ihr bestes Resultat in der FIVB-Serie 2016 erzielten sie anschließend mit dem 17. Platz in Fortaleza.
Von 2017 bis 2021 bildete Azaad ein Duo mit Nicolás Capogrosso. In der südamerikanischen Serie gelangen Capogrosso/Azaad ein Turniersieg in Lima und weitere Top-5-Ergebnisse. Auf der World Tour 2017 kamen sie bei den Drei-Sterne-Turnieren in Moskau und Den Haag sowie den Fünf-Sterne-Turnieren in Poreč und Gstaad nicht über zweistellige Ergebnisse hinaus. Über die CSV-Vorentscheidung qualifizierten sie sich für die Weltmeisterschaft 2017 in Wien. 2019 nahmen sie erneut an der Weltmeisterschaft und 2021 an den Olympischen Spielen teil.